# Фонтанет (Індіана)
Фонтанет (англ. Fontanet) — переписна місцевість (CDP) в США, в окрузі Віго штату Індіана. Населення — 347 осіб (2020).

## Географія
Фонтанет розташований за координатами 39°34′38″ пн. ш. 87°13′50″ зх. д. / 39.57722° пн. ш. 87.23056° зх. д. (39.577314, -87.230586).  За даними Бюро перепису населення США в 2010 році переписна місцевість мала площу 10,06 км², з яких 9,98 км² — суходіл та 0,07 км² — водойми.

## Демографія
Згідно з переписом 2010 року, у переписній місцевості мешкали 423 особи в 167 домогосподарствах у складі 116 родин. Густота населення становила 42 особи/км².  Було 186 помешкань (18/км²).
Расовий склад населення:
| - 97,9 % — білих - 1,4 % — чорних або афроамериканців - 0,2 % — корінних американців |

До двох чи більше рас належало 0,2 %. Частка іспаномовних становила 1,2 % від усіх жителів.
За віковим діапазоном населення розподілялося таким чином: 23,2 % — особи молодші 18 років, 61,7 % — особи у віці 18—64 років, 15,1 % — особи у віці 65 років та старші. Медіана віку мешканця становила 42,3 року. На 100 осіб жіночої статі у переписній місцевості припадало 96,7 чоловіків;  на 100 жінок у віці від 18 років та старших — 99,4 чоловіків також старших 18 років.
Середній дохід на одне домашнє господарство  становив 94 454 долари США (медіана — 96 042), а середній дохід на одну сім'ю — 98 949 доларів (медіана — 100 074). Медіана доходів становила 46 685 доларів для чоловіків та 36 250 доларів для жінок. 
Цивільне працевлаштоване населення становило 228 осіб. Основні галузі зайнятості: освіта, охорона здоров'я та соціальна допомога — 28,1 %, виробництво — 16,2 %, будівництво — 14,0 %, роздрібна торгівля — 12,3 %.